# Stephanie Samedy
Stephanie Samedy (Clermont, 27 settembre 1998) è una pallavolista statunitense, opposto del Sigorta Shop.

## Carriera

### Club
La carriera di Stephanie Samedy inizia a livello giovanile con il Top Select, mentre a livello scolastico si disimpegna con la East Ridge HS nei tornei della Florida. Dopo il diploma gioca a livello universitario con la Minnesota, in NCAA Division I: gioca per le Golden Gophers dal 2017 al 2021, ricevendo numerosi riconoscimenti individuali.
Appena terminata la carriera sportiva con la sua università, nel dicembre 2021 sigla il suo primo contratto da professionista, ingaggiata dalle tedesche dello Schweriner, impegnate in 1. Bundesliga, per il resto dell'annata 2021-22. Nella stagione 2022-23 approda invece nella Serie A1 italiana, dove difende i colori della Wealth Planet Perugia fino a gennaio, quando si trasferisce all'Imoco, vincendo la Coppa Italia e lo scudetto. Nella stagione seguente milita nella Sultanlar Ligi turca con il Muratpaşa Sigorta Shop.

### Nazionale
Fa parte delle selezioni giovanili statunitensi, aggiudicandosi la medaglia d'argento al campionato mondiale under 18 2015 e poi ancora un argento al campionato nordamericano under 20 2016.
Nel 2022 fa il suo esordio in nazionale maggiore in occasione della Coppa panamericana, dove vince la medaglia di bronzo (bissata nel 2023), seguita dalla conquista dell'argento alla NORCECA Final Six, torneo nel quale si aggiudica invece l'oro nell'edizione 2023. Nel 2024 vince l'argento alla Coppa panamericana.

## Palmarès

### Club
- Campionato italiano: 1

2022-23
- Coppa Italia: 1

2022-23

### Nazionale (competizioni minori)
- Campionato mondiale under 18 2015
- Campionato nordamericano under 20 2016
- Coppa panamericana 2022
- NORCECA Final Six 2022
- Coppa panamericana 2023
- NORCECA Final Six 2023
- Coppa panamericana 2024

### Premi individuali
- 2017 - All-America First Team
- 2017 - NCAA Division I: Gainesville Regional All-Tournament Team
- 2018 - All-America First Team
- 2019 - All-America Second Team
- 2020 - All-America First Team
- 2021 - All-America First Team
- 2021 - NCAA Division I: Madison Regional All-Tournament Team